# Строкаті єноти
«Строкаті Єноти» — пригодницький дитячий табір, створений для активного відпочинку та патріотичного виховання українців, а також спільнота активних і творчих дітей.
Табори «Строкатих Єнотів» розташовані у Дністровському каньйоні на Івано-Франківщині, біля села Уніж на території центру молодіжного руху «Кузня», а також у селі Криворівня. Табори проводять влітку й узимку в декілька змін. Програма таборів поєднує спорт, туризм, художні та інтелектуальні заняття. Діти учасників бойових дій мають пільги на путівки.

## Історія
Ініціатор створення «Строкатих Єнотів» — український ветеран, учасник бойових дій Олександрові Чубу. У 2014 році він вступив до лав 2-го батальйону Національної Гвардії, пізніше приєднався до новосформованого Добровольчого українського корпусу. Брав участь у бою за Донецький аеропорт, де отримав важке поранення ноги.
Ідею Олександра підтримав видавець Владислав Кириченко і для розміщення першого заїзду надав територію Центру молодіжного руху «Кузня» у селі Уніж Івано-Франківської області.
Вперше під назвою «Кузня Уніж» табір відбувся 2016 року. В ньому взяли участь 54 учасники з різних куточків України.
Під назвою «Строкаті Єноти» табори вперше були проведені 2018 року. За перші чотири роки роботи участь у таборі брали близько двох тисяч дітей.
З 2022 році Олександр Чуб знову повернувся на захист України, передавши керівництво табором Анатолію Стелізі. Після широкомасштабного вторгнення Росії в Україну табір облаштували в селі Криворівня.
SMM-ником і фотографом проєкту «Строкаті єноти» працював Максим Кривцов (1990—2024) — поет, громадський діяч, доброволець, військовослужбовець, молодший сержант Збройних сил України, що загинув на російсько-українській війні.

## Галерея

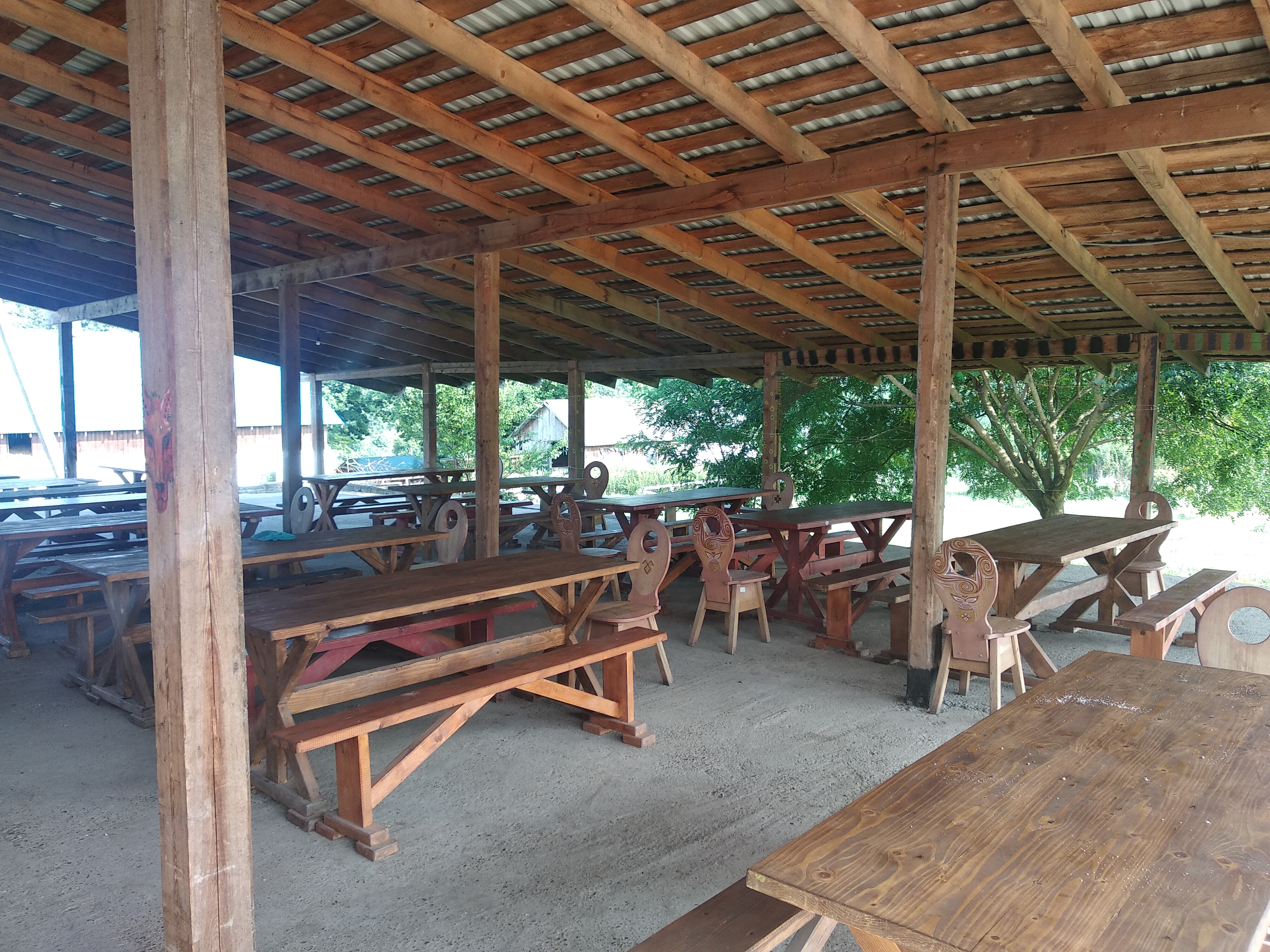
Їдальня
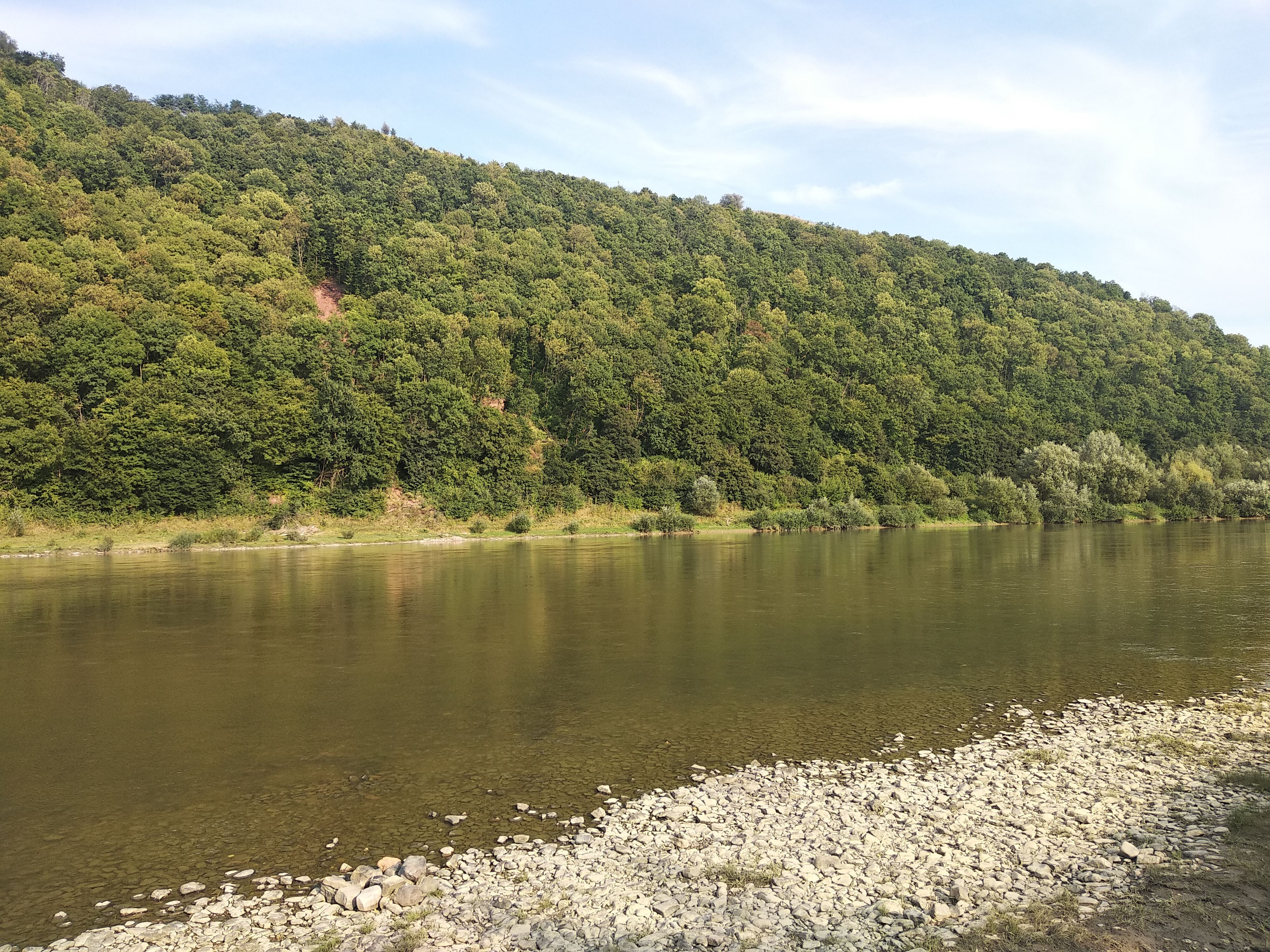
Дністер
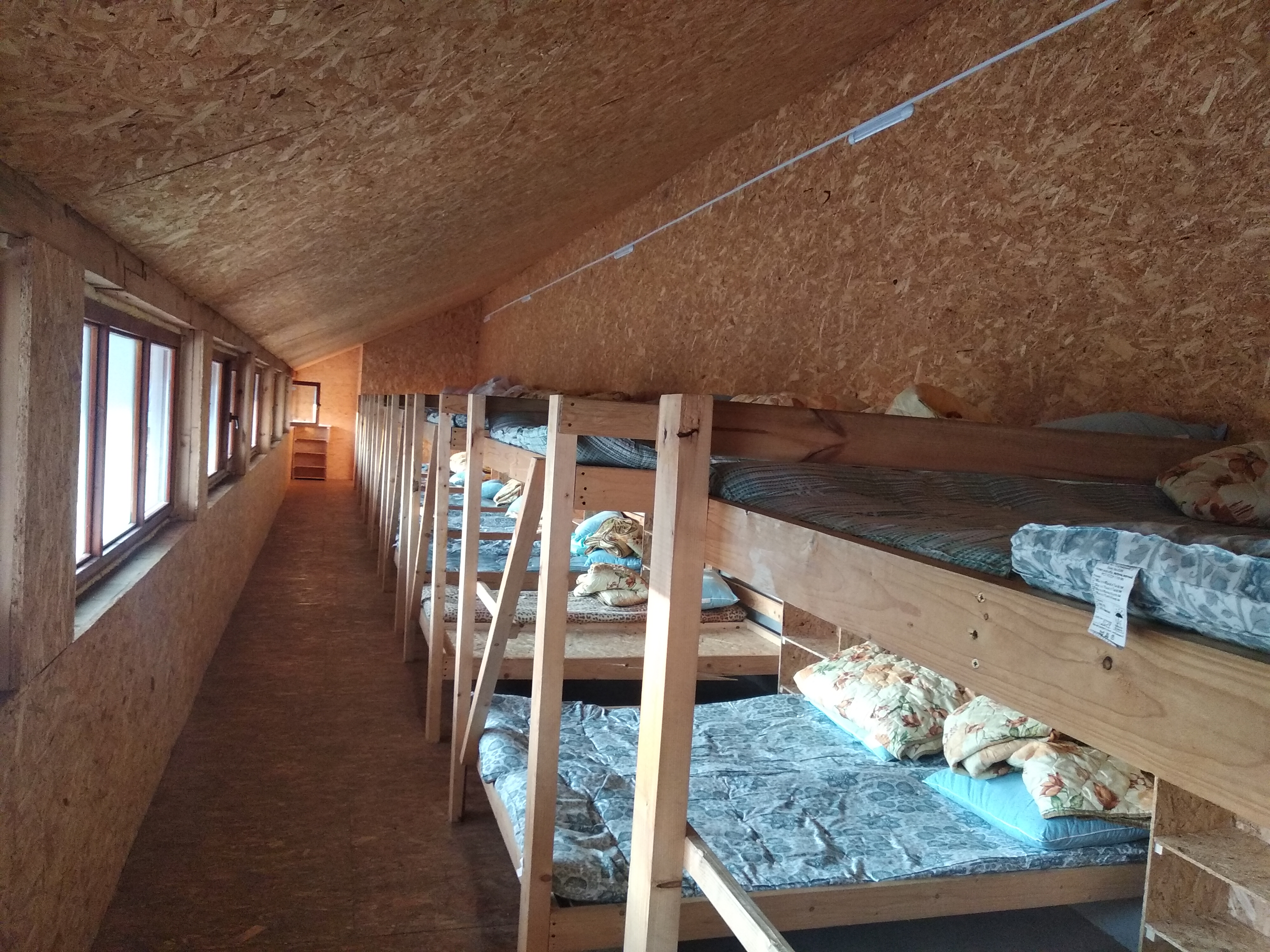
Спальня
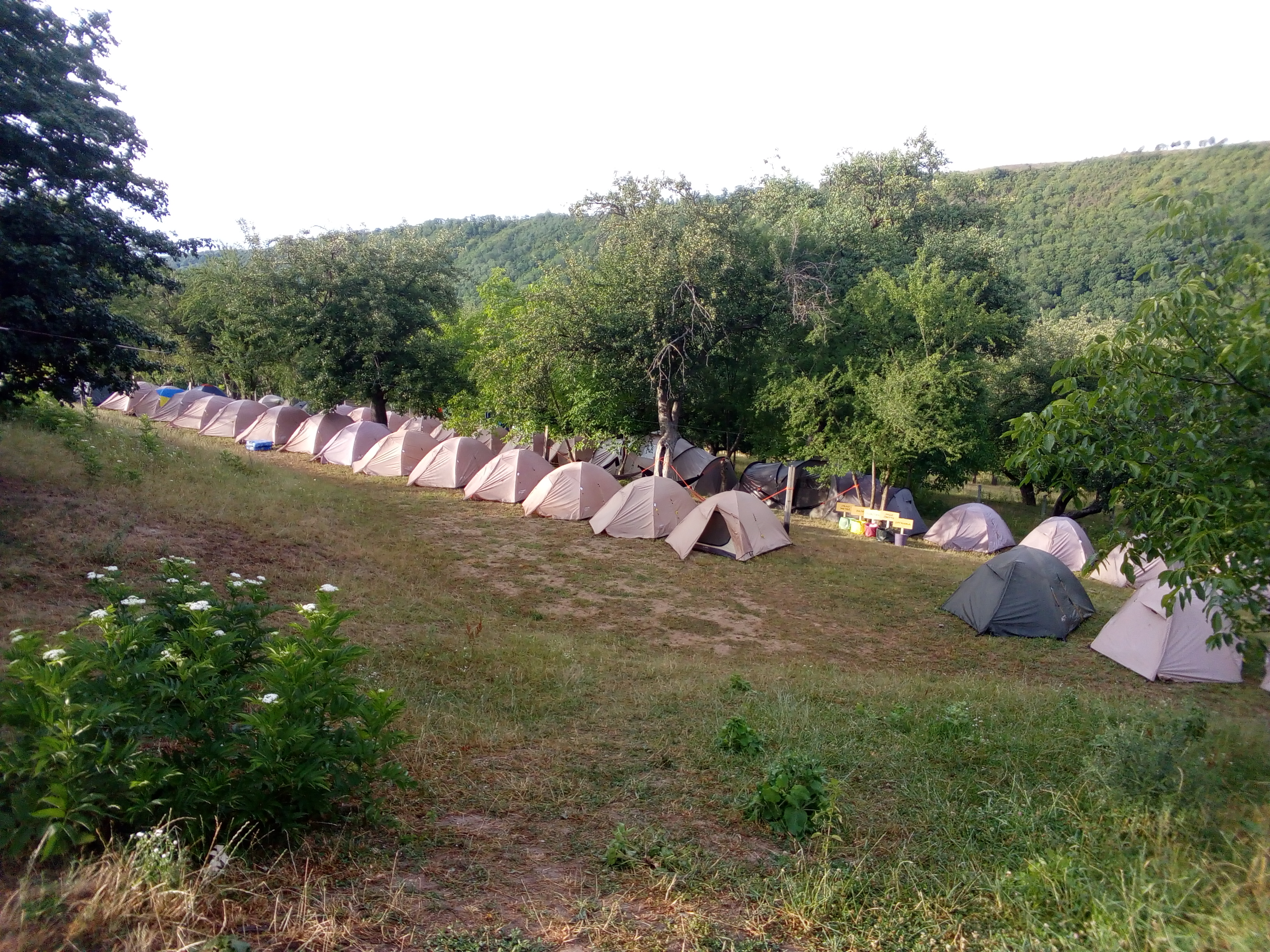
Наметовий табір у Кузні Уніж